# Colomba (film, 1933)
Pour les articles homonymes, voir Colomba.
Pour plus de détails, voir Fiche technique et Distribution.
Colomba est un film français réalisé par Jacques Séverac d'après la nouvelle de Prosper Mérimée et sorti en 1933.

## Fiche technique
- Titre du film : Colomba
- Autre titre : Vengeance corse
- Réalisateur : Jacques Séverac
- Auteur de l'œuvre originale : Prosper Mérimée
- Décors : Jean Lafitte
- Photographie : Jean Isnard
- Musique : Henri Casadesus
- Société de production : Compagnie autonome de cinématographie
- Pays :  France
- Format :  Noir et blanc - 35 mm - Son mono
- Genre : Drame
- Durée : 80 minutes
- Date de sortie : France -  10 novembre 1933

## Distribution
- Génica Athanasiou : Colomba
- Jean Angelo : Orso della Rebbia
- Josette Day : Miss Lydia
- Gaston Modot : Brando Savelli
- Raymond Cordy : Giocanto
- Jacques Henley : Sir Thomas Nevil
- François Viguier : Barricini
- Georges Térof : le préfet
- Mireille de Telder : Chilina
- Edmond Poussard : Orlanduccio